# Circonscription de Dejen
La circonscription de Dejen est une des 135 circonscriptions législatives de l'État fédéré Amhara, elle se situe dans la Zone Est Godjam. Son représentant actuel est Alebachew Lakew Haji.